# التصنيفات الدولية للولايات المتحدة الأمريكية

علم الولايات المتحدة

فيما يلي قائمة التصنيفات الدولية للولايات المتحدة :

## الاقتصاد
- تقرير التنافسية العالمية للمنتدى الاقتصادي العالمي 2018-2019 ، المرتبة 1 من أصل 144 دولة [1]
- تقرير التجارة العالمية التمكينية للمنتدى الاقتصادي العالمي لعام 2016 ، المرتبة 22 [2]
- صنفت مؤسسة التراث ومؤسسة وول ستريت جورنال سنة 2018 في مؤشر الحرية الاقتصادية الولايات المتحدة في المركز 18 من أصل 178 اقتصادا.[3]
- التقرير السنوي لمعهد فريزر للحرية الاقتصادية في العالم لعام 2013 (تصنيفات الحرية الاقتصادية لعام 2011)، المرتبة 16 من أصل 152 دولة وإقليما.[4]
- المنظمة العالمية للملكية الفكرية: مؤشر الابتكار العالمي - 3 من 133 عام 2024[5]

## التعليم
- منظمة التعاون الاقتصادي والتنمية، البرنامج الدولي لتقييم الطلبة 2015، في المرتبة 40 من أصل 72 في الرياضيات، 25 من أصل 72 في العلوم، 24 من أصل 72 في القراءة.[6]

## العولمة
- مؤشر العولمة (AT Kearney) لسنة 2003، المرتبة الثالثة.
- مؤشر كوف للعولمة لسنة 2010، المرتبة 27.

## الصحة
اعتبارا من سنة 2015، جاءت الولايات المتحدة في المرتبة 46 عالميا في معدل وفيات الأمهات.
من بين الدول الغنية، وجدت دراسة على بيانات عام 2016 أن الولايات المتحدة احتلت المرتبة الأولى في معدل وفيات الأطفال بسبب حوادث السيارات والطلقات النارية، مع ارتفاع معدل وفيات الأطفال في الولايات المتحدة بنسبة 57٪ أعلى من جميع البلدان ذات الدخل المرتفع. على الرغم من انخفاض عدد الوفيات الناجمة عن حوادث المرور، إلا أنها كانت تمثل 5 أضعاف المعدل المسجل في إنجلترا وويلز.
اعتبارا من سنة 2017، بلغ متوسط العمر المتوقع عند الولادة في الولايات المتحدة 79.8 سنة، لتحتل بذلك المرتبة 42 من بين 224 دولة.

## السلام
- صنف مؤشر السلام العالمي لعام 2018 الولايات المتحدة في المرتبة 121 من أصل 162 دولة.[9]

## السياسة
- مؤشر مدركات الشفافية الدولية للفساد لعام 2016 : احتلت المرتبة 18 من أصل 175 دولة.[10]
- مراسلون بلا حدود 2018 مؤشر حرية الصحافة : المرتبة 45 من أصل 180 دولة.[11]
- مؤشر الديمقراطية الصادر عن وحدة الاستخبارات الاقتصادية : المرتبة 21 من أصل 167 دولة.[12]
- مشروع العدالة العالمية لعام 2017-18، المرتبة 19 من بين 102 دولة وإختصاص قضائي ضمن مؤشر سيادة القانون.[13]

## مستوى المعيشة
- قائمة الدول حسب مؤشر التنمية البشرية: حلّت في المرتبة 20 من أصل 189 دولة عام 2024[14]
- قائمة الدول حسب مؤشر التنمية البشرية المعدل وفقا لعدم المساواة: حلّت في المرتبة 27 من أصل 156 دولة عام 2024 2024[15]